# Equipa da Superleague Fórmula do Tottenham Hotspur F.C.
A Equipa da Superleague Fórmula do Tottenham Hotspur F.C. é uma equipa da Superleague Fórmula que representa o clube inglês do Tottenham Hotspur F.C. naquele campeonato. Em 2008, a equipa foi operada pela GTA Motor Competicion e teve como piloto Duncan Tappy em todas as rondas, à excepção da 4ª ronda, na qual o piloto foi Dominik Jackson. Em 2009 foi operada pela Alan Docking Racing e teve como piloto Craig Dolby, conjunto que tem novamente para 2010.
Quanto ao clube de futebol, disputa a Premier League, principal campeonato de futebol na Inglaterra.

## Temporada de 2008
Na Temporada da Superleague Fórmula de 2008, o Tottenham Hotspur F.C. acabou a época no 11º lugar final. O piloto do Tottenham foi Duncan Tappy em todas as rondas, excepto na 4ª, na qual Dominik Jackson foi o piloto. A equipa foi operada pela GTA Motor Competicion. O melhor resultado foi um 2º lugar, na 2ª Corrida da 3ª Ronda.

## Temporada de 2009
Na Temporada da Superleague Fórmula de 2009 Craig Dolby foi o piloto do Tottenham Hotspur F.C., e a equipa foi operada pela Alan Docking Racing. Nesta temporada, a equipa ficou em 2º lugar.

## Temporada de 2010
Para a Temporada da Superleauge Fórmula de 2010, Craig Dolby é novamente o piloto do Tottenham Hotspur F.C., e a equipa de automobilismo continua a ser a Alan Docking Racing.

## Registo
(Legenda)
| Ano  | Equipa de Automobilismo | Pilotos         | 1   | 2   | 3   | 4   | 5   | 6   | 7   | 8   | 9   | 10  | 11  | 12  | 13  | 14  | 15  | 16  | 17  | 18  | 19  | 20  | 21      | 22      | 23  | 24  | Pontos | Class. |
| ---- | ----------------------- | --------------- | --- | --- | --- | --- | --- | --- | --- | --- | --- | --- | --- | --- | --- | --- | --- | --- | --- | --- | --- | --- | ------- | ------- | --- | --- | ------ | ------ |
| Ano  | Equipa de Automobilismo | Pilotos         | DON | DON | NÜR | NÜR | ZOL | ZOL | EST | EST | VAL | VAL | JER | JER |     |     |     |     |     |     |     |     |         |         |     |     | Pontos | Class. |
| 2008 | GTA Motor Competicion   |                 |     |     |     |     |     |     |     |     |     |     |     |     |     |     |     |     |     |     |     |     |         |         |     |     |        |        |
| 2008 | GTA Motor Competicion   | Duncan Tappy    | 3   | 5   | 13  | 17  | 12  | 2   |     |     | 11  | 10  | 3   | 14  | 257 | 11º |     |     |     |     |     |     |         |         |     |     |        |        |
| 2008 | GTA Motor Competicion   | Dominik Jackson |     |     |     |     |     |     | 15  | 11  |     |     |     |     | 257 | 11º |     |     |     |     |     |     |         |         |     |     |        |        |
|      |                         |                 |     |     |     |     |     |     |     |     |     |     |     |     |     |     |     |     |     |     |     |     |         |         |     |     |        |        |
| Ano  | Equipa de Automobilismo | Pilotos         | MAG | MAG | ZOL | ZOL | DON | DON | EST | EST | MOZ | MOZ | JAR | JAR |     |     |     |     |     |     |     |     |         |         |     |     | Pontos | Class. |
| 2009 | Alan Docking Racing     | Craig Dolby     | 3   | 10  | 1   | 9   | 5   | 4   | 8   | 18  | 5   | 2   | 4   | 2   | 382 | 2º  |     |     |     |     |     |     |         |         |     |     |        |        |
|      |                         |                 |     |     |     |     |     |     |     |     |     |     |     |     |     |     |     |     |     |     |     |     |         |         |     |     |        |        |
| Ano  | Equipa de Automobilismo | Pilotos         | SIL | SIL | ASS | ASS | MAG | MAG | JAR | JAR | NÜR | NÜR | ZOL | ZOL | BDH | BDH | ADR | ADR | POR | POR | ORD | ORD | CHN TBA | CHN TBA | LOS | LOS | Pontos | Class. |
| 2010 | Alan Docking Racing     | Craig Dolby     | 1   | 4   | 7   | 2   | 2   | 4   | 5   | 3   | 10  | 6   | 5   | 17  | 2   | 13  | 13  | 2   |     |     |     |     |         |         |     |     | 518    | 1º     |

### Resultados em Super Final
| Ano  | 1      | 2       | 3     | 4      | 5       | 6      | 7     | 8      | 9   | 10  | 11      | 12  |
| 2009 | MAG NC | ZOL N/A | DON 2 | EST NQ | MOZ N/A | JAR 6  |       |        |     |     |         |     |
| 2010 | SIL 1  | ASS 2   | MAG 6 | JAR 6  | NÜR NQ  | ZOL NQ | BDH 5 | ADR NQ | POR | ORD | CHN TBA | LOS |